# 布瓦维尔拉圣佩尔
布瓦维尔拉圣佩尔（法語：Boisville-la-Saint-Père，法語發音：[bwavil la sɛ̃ pɛʁ]）是法国厄尔-卢瓦省的一个市镇，属于沙特尔区。

## 地理
布瓦维尔拉圣佩尔（48°19'39"N, 1°41'33"E）面积24.92 平方千米，位于法国中央-卢瓦尔河谷大区厄尔-卢瓦省，该省份为法国北部内陆省份，北起顺时针与厄尔省、伊夫林省、埃松省、卢瓦雷省、卢瓦-谢尔省、萨尔特省和奧恩省接壤。
与布瓦维尔拉圣佩尔接壤的市镇（或旧市镇、城区）包括：阿洛讷、博维利耶、穆捷、雷克兰维尔、瓦维尔、穆万维尔拉热兰、普吕奈勒日隆。

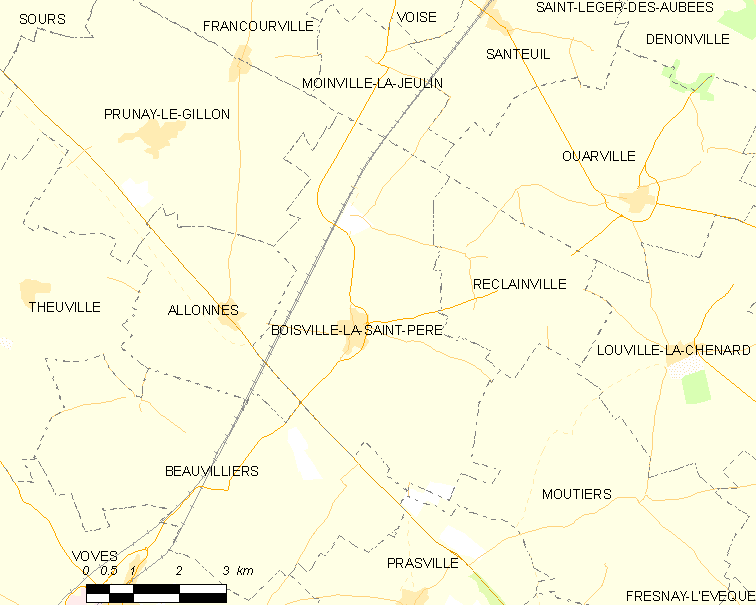
布瓦维尔拉圣佩尔的OSM定位图

布瓦维尔拉圣佩尔的时区为UTC+01:00、UTC+02:00（夏令时）。

## 行政
布瓦维尔拉圣佩尔的邮政编码为28150，INSEE市镇编码为28047。

## 政治
布瓦维尔拉圣佩尔所属的省级选区为莱维拉日沃韦安县。

## 人口

1962-2008年间布瓦维尔拉圣佩尔人口变化图示

布瓦维尔拉圣佩尔于2022年1月1日时的人口数量为721人。